# Bad Girl (canção de Madonna)
"Bad Girl" é uma canção da cantora e compositora estadunidense Madonna, gravada para seu quinto álbum de estúdio, Erotica (1992). A música foi escrita pela intérprete, Shep Pettibone e Anthony Shimkin, e produzida por Madonna e Pettibone. Foi lançada como o terceiro single do álbum em 2 de fevereiro de 1993 pela Maverick Records. Liricamente, descreve uma mulher que está descontente com sua vida, porque ela acredita que está se comportando mal, devido à tristeza que a dominou desde o fim de um relacionamento romântico.
"Bad Girl" recebeu críticas positivas de críticos de música, que a descreveram como fascinante e trágica, ao mesmo tempo em que aplaudiam a sofisticação e a mensagem geral da música. A música obteve um sucesso modesto nas tabelas, alcançando o número 36 na Billboard Hot 100 dos EUA e o número dez na parada de singles do Reino Unido, caindo logo depois. O videoclipe para acompanhar o single foi dirigido por David Fincher, que já havia colaborado anteriormente com alguns de seus vídeos. O clipe mostra Madonna interpretando uma executiva de alta potência de Manhattan que tem muitos encontros a noite com vários homens — sendo finalmente assassinada por um deles no final do vídeo. O vídeo tem participação especial do ator americano Christopher Walken, que interpreta o anjo da guarda da cantora.
Em relação a divulgação, Madonna apresentou a música ao vivo apenas uma vez, durante uma aparição no Saturday Night Live, em janeiro de 1993. No final da apresentação, ela rasgou uma fotografia de Joey Buttafuoco em referência ao ato semelhante feito por Sinéad O'Connor que rasgou uma fotografia do Papa João Paulo II e gritou "Lute contra o real inimigo" durante uma apresentação no mesmo programa, em outubro de 1992.

## Antecedentes
Após a conclusão das filmagens de A League of Their Own, Madonna começou a desenvolver material para seu quinto álbum de estúdio, Erotica, ao lado de Shep Pettibone em seu estúdio localizado dentro de seu apartamento em Nova Iorque, no final de 1991. "Bad Girl" – junto com as músicas "Erotica", "Deeper and Deeper", "Rain" e "Thief of Hearts" – formaram o primeiro lote de músicas em que trabalharam juntos, com Madonna escrevendo as letras das músicas enquanto Pettibone trabalhava na música. A mentalidade das sessões era um dos "padrões de baixa tecnologia". Por exemplo, os vocais para "Bad Girl" foram gravados usando um estilo mais antigo de microfone SM57 porque Pettibone achava que "às vezes mais velho é melhor". De acordo com Pettibone, a composição de "Bad Girl", juntamente com "In This Life" e outra faixa do álbum, era a evidência de que Erotica estava tomando uma atitude mais melancólica, em vez de conter apenas "música animada". Ele continuou dizendo que naquele momento as histórias de Madonna estavam ficando muito mais "sérias e intensas" e ela definitivamente estava conduzindo a direção criativa das músicas para um "território profundamente pessoal". "Bad Girl" foi lançada como o terceiro single de Erotica em fevereiro de 1993.

## Composição
"Bad Girl" é uma balada de música pop e R&B. Foi escrita por Madonna, Shep Pettibone e Anthony Shimkin e produzida por Madonna e Pettibone. O alcance vocal de Madonna varia de F#3 a Dó#5. Liricamente, a música é sobre uma mulher que está experimentando extrema tristeza devido a um relacionamento fracassado. Enquanto ela vive sua vida cotidiana, ela mascara sua dor através da devassidão, praticando comportamentos autodestrutivos, como ficar bêbada, fumar e se envolver em uma noite com homens aleatórios. Ao longo da música, ela expressa remorso por esse comportamento "ruim". De acordo com o livro The Madonna Companion: Two Decades of Commentary, a música destaca o tema principal explorado em toda o álbum Erotica, que é "a dor e o tormento do coração e os perigos do romance". Quando foi lançada, a música era uma ruptura da imagem altamente sexualizada que Madonna tinha na época – que foi reforçada pela natureza extremamente sexual de músicas como Justify My Love e Erotica – porque, em vez de celebrar o sexo, explorou as complexas interseções emocionais de sexo, poder e autoconfiança. O tom da música é melancólico e sóbrio, com Madonna falando frases como "Garota má, bêbada por seis anos, beijando os lábios de um estranho tipo. Fumou muitos cigarros hoje, não estou feliz quando ajo dessa maneira". Em seu livro Madonna as Post-Modern Myth, o autor Georges-Claude Guilbert ressalta que a música, junto com seu videoclipe, transmite uma mensagem moral tradicional, acrescentando que a música realmente retrata uma garota "boa", capaz de sentir contrição por suas ações imorais.
O maxi-single de "Bad Girl" não inclui nenhum remix da música, apenas uma edição e um mix estendido – ambos quase idênticos à versão original do álbum. No entanto, o single inclui quatro remixes de seu lado B, a versão cover de Madonna da música "Fever", de Little Willie John em 1956. O remix utilizado no videoclipe de "Fever" não é um dos quatro remixes incluídos. Jose F. Promis, do site AllMusic, afirmou que "os remixes de "Fever" são versões de deep house boas, suadas e despojadas, mas ter a versão do videoclipe neste disco teria sido ótimo. Em essência, este single poderia ter sido muito melhor".

## Videoclipe

### Desenvolvimento

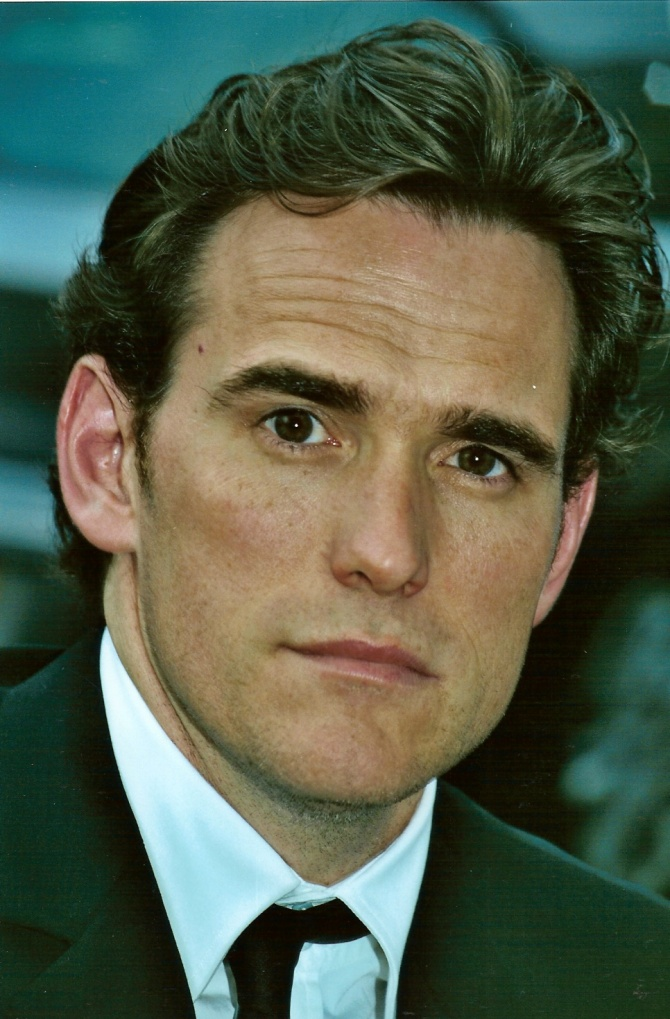
Matt Dillon tem uma pequena participação não creditada no vídeo como detetive da polícia.

Depois que os diretores Ellen von Unwerth e Tim Burton rejeitaram as ofertas para dirigir o videoclipe, ele foi finalmente dirigido por David Fincher, que trabalhou com Madonna em seus vídeos para "Express Yourself", "Oh Father" e "Vogue".As filmagens ocorreram na cidade de Iorque de 12 a 18 de janeiro de 1993. Além de Walken, o vídeo também apresenta participações dos atores Mark Margolis, Tomas Arana, Rob Campbell, James Rebhorn e uma participação especial não creditada de Matt Dillon, que interpreta um detetive da cena do crime.
O videoclipe foi a primeira vez que Madonna apareceu com as sobrancelhas a lápis, depois de raspa-las antes da filmagem do clipe de seu single anterior "Deeper and Deeper". Madonna disse que sua ideia para o vídeo foi influenciada pelo filme americano Looking for Mr. Goodbar, de 1977 – um filme no qual a personagem feminina principal vive uma vida bastante autodestrutiva e é esfaqueada até a morte em uma noite. Também se inspirou no filme de fantasia romântica franco-alemã de 1987, Der Himmel über Berlin – filme que inclui anjos invisíveis e imortais que povoam Berlim e escutam os pensamentos dos habitantes humanos e confortam aqueles que estão angustiados.

### Sinopse

Madonna como "Louise Oriole" no videoclipe de "Bad Girl". Também está presente o ator Christopher Walken como anjo da guarda da cantora.

O videoclipe de "Bad Girl" mostra Madonna interpretando a personagem "Louise Oriole" (o nome do meio de Madonna é Louise e Oriole é uma rua na qual ela viveu durante uma época), uma executiva de Manhattan poderosa e bem-sucedida, mas solitária, deprimida, alcoólatraviciada em cigarros e com uma tendência a passar as noites com muitos homens diferentes (de yuppies ricos a pessoas de baixa renda). Ela se comporta dessa maneira, a fim de tentar lidar com sua depressão e tristeza por causa de um relacionamento com alguém que ela ama profundamente, mas, no final das contas, não tem futuro. Durante seus dias, Louise se distrai com cigarros, coquetéis e conexões aleatórias, como lamentado nas letras da música.
Christopher Walken interpreta seu anjo da guarda que cuida de suas atividades autodestrutivas. Em uma cena, Louise acorda sozinha em sua cama depois de uma noite e descobre uma nota escrita à mão, deixado em baixo do travesseiro ao lado dela. Ela está claramente chateada depois de ler a nota e ela amassa e o joga no chão. Outra cena mostra que ela desmaiou em uma poltrona depois de beber uma garrafa inteira de vinho em uma sessão. A próxima cena mostra seu anjo da guarda lendo a nota que diz simplesmente "obrigado quem quer você seja". Em uma cena posterior, seu anjo da guarda dá a Louise um "beijo da morte" antes de seu encontro final com um homem, durante o qual é sugerido que ela foi estrangulada com sua meia. Após sua morte, ela reaparece como um espírito ao lado de seu anjo da guarda supervisionando a polícia levando seu corpo para o necrotério.

### Análise e recepção
A autora Carol Vernallis, em seu livro Experiencing Music Video: Aesthetics and Cultural Context, destaca que existem vários exemplos de "imagens icônicas" em todo o videoclipe, que ajudam o espectador a prever o resultado final da personagem de Madonna. De acordo com Vernallis, o vestido preto da cantora, envolto em plástico para limpeza a seco, simboliza a bolsa para o corpo em que ela será levada; seu gato sibilando sugere que ela é um fantasma ou uma figura que amaldiçoa; e uma porta pela qual ela passa durante o videoclipe parece a entrada de Hades.
Quando Scott Kearnan, do Boston.com, incluiu "Bad Girl" em sua lista das "30 Melhores Músicas De Madonna", ele comentou que o videoclipe da música reforça o fato de que "enquanto Madonna é indiscutivelmente positiva em termos de sexo, sua perspectiva sobre o assunto" interseções emocionais complexas de sexo, poder e autoconfiança não são sem nuances". Em seu livro Madonna as Postmodern Myth, o autor Georges-Claude Guilbert descreve o vídeo como "uma obra-prima do gênero [videoclipe]", que transmite uma "mensagem moral convencional" dos possíveis perigos da noite. Em uma pesquisa de 2012, da revista Billboard, apareceu entre os melhores videoclipes de Madonna, na posição de número nove.

## Análise da crítica
"'[Bad Girl]' dificilmente é uma celebração da vida livre, e dada a imagem que Madonna cultivou, pode parecer um pouco fora de caráter para a cantora. Olhe mais de perto, porém, e a mensagem por trás de 'Bad Girl' se encaixa muito bem com o resto do álbum [Erotica]. Por mais que o single "Erotica" possa insistir em que 'há uma certa satisfação / com um pouco de dor', Madonna entende que a punição lúdica do BDSM parece insignificante quando comparado com a angústia de um relacionamento ruim e esse tipo de dor que ela não precisa"

—J.D. Considine, do The Baltimore Sun, ao analisar "Bad Girl"
"Bad Girl" recebeu críticas positivas de críticos de música. A revista Rolling Stone a chamou de balada "fascinante" que descreve "a mente de uma garota que prefere se estragar do que terminar um relacionamento que ela é neurótica demais para lidar, [e] os personagens continuam sem rosto. É como se Madonna reconhecesse o desconforto que sentimos ao sentir o caráter humano de uma mulher cuja função é puramente sexual. Como símbolo sexual, ela remove friamente a ameaça de sua própria personalidade". A Entertainment Weekly a analisou como uma "canção solitária ao extremo, sobre uma vítima do amor". Alfred Soto, da Stylus Magazine, elogiou a "sofisticação" da música, afirmando que "coloca a mentira para os tolos que (ainda) acham que Madonna não tem opinião em seus discos". Soto continua dizendo que a faixa é a "resposta mais convincente de Madonna ao preço da fama", acrescentando que quando Madonna "insiste que ela não quer causar nenhuma dor a você, você acredita".
JD Considine, do The Baltimore Sun, fez uma crítica positiva na qual afirmou que "[a canção] mostra o outro lado da garota estereotipada do momento". Considine continua dizendo que o refrão da música é "tão sóbrio quanto triste", acrescentando que "ouvir o tremor na voz de Madonna enquanto ela insiste 'Você sempre será meu amor' é suficiente para partir o coração de qualquer ouvinte". Scott Kearnan, do Boston.com, incluiu a faixa no número vinte e nove em sua lista das "30 Melhores Músicas da Madonna", comentando que muitas pessoas ignoraram a música quando ela foi lançada, por aversão "a sua sexualidade [exposta de forma] aberta" que estava ocorrendo naquele momento. Larry Flick da Billboard, deu à música uma crítica positiva, chamando-a de "Liricamente ousada". Louis Virtel, do The Backlot, descreveu-a como uma "parábola sobre uma mulher que está cansada de andar no lado selvagem", acrescentando que é uma "balada elegante com uma ótima mensagem". Jose F. Promis, da AllMusic, afirmou que a recepção comercial morna da música não é um reflexo de sua "conquista artística", especulando que, quando foi lançada, o público poderia estar cansado da imagem "bad girl" da cantora.

## Performance ao vivo
Madonna tocou a música ao vivo apenas uma vez, durante uma aparição no Saturday Night Live, em janeiro de 1993. No final da apresentação, ela gritou "Lute contra o real inimigo!" enquanto ela rasgava uma foto de Joey Buttafuoco – o suposto namorado de Amy Fisher – a adolescente de Long Island que atirou no rosto da esposa de Buttafuoco. Essa ação foi uma referência as ações de Sinéad O'Connor quando ela foi a convidada musical no Saturday Night Live, em outubro de 1992, na qual rasgou uma fotografia do papa João Paulo II e gritou "Lute contra o real inimigo!", como um protesto contra o abuso sexual ocorrido na Igreja Católica Romana. De acordo com Deseret News, depois que o incidente com o papa de O'Connor ocorreu originalmente, Madonna afirmou que acreditava que a irreverência de O'Connor havia ido longe demais. No entanto, a paródia de Madonna do incidente parecia ter a intenção de ser divertida. The Huffington Post incluiu a performance do Saturday Night Live de "Bad Girl" na lista das "performances lendárias" de Madonna, afirmando que esse era o "destaque" de sua aparição no programa.

## Lista de faixas e formatos
| Single de 7" em vinil, Cassete single americano / CD single japonês 1. "Bad Girl" (Editado) – 4:38 2. "Fever" (Versão do Álbum) – 5:00 Maxi-single americano 1. "Bad Girl" (Extended Mix) – 6:29 2. "Fever" (Extended 12") – 6:08 3. "Fever" (Shep's Remedy Dub) – 4:29 4. "Fever" (Murk Boys Miami Mix) – 7:10 5. "Fever" (Murk Boys Deep South Mix) – 6:28 6. "Fever" (Oscar G's Dope Mix) – 4:55 Maxi-single australiano / europeu 1. "Bad Girl" (Editado) – 4:38 2. "Fever" (Murk Boys Miami Mix) – 7:10 3. "Fever" (Extended 12") – 6:08 4. "Bad Girl" (Extended Mix) – 6:29 5. "Fever" (Murk Boys Deep South Mix) – 6:28 6. "Fever" (Hot Sweat 12") – 7:55 | CD single, Single de 12" 1. "Bad Girl" (Edit) – 4:38 2. "Erotica" (William Orbit 12") – 6:07 3. "Erotica" (William Orbit Dub) – 4:53 4. "Erotica" (Madonna's in My Jeep Mix) – 5:46 Single de 7", Cassete single 1. "Bad Girl" (Editado) – 4:38 2. "Erotica" (William Orbit Dub) – 4:53 Single de 7" euopeu 1. "Bad Girl" (Editado) – 4:38 2. "Deeper and Deeper" (Shep's Deep Bass Dub) – 5:00 CD single, Single de 12" 1. "Bad Girl" (Editado) – 4:38 2. "Deeper and Deeper" (Shep's Deep Bass Dub) – 5:00 3. "Deeper and Deeper" (Shep's Deepstrumental) – 5:31 |

## Desempenho comercial
Nos Estados Unidos , "Bad Girl" estreou na Billboard Hot 100 no número 75 na edição de 20 de fevereiro de 1993. Na sexta semana na tabela, a música atingiu o número 36, tornando-se o primeiro single de Madonna a não alcançar o top 20 e quebrando sua série de 27 singles consecutivos no top 20 que começaram com "Holiday", em 1983. O single permaneceu na tabela por 11 semanas. "Bad Girl" teve um desempenho moderado nas tabelas Hot 100 Single Sales e Hot 100 Airplay, chegando aos números 36 e 44, respectivamente.
A música teve um desempenho melhor em outros países. No Reino Unido, estreou no número 11 na tabela UK Singles Chart e atingiu seu pico uma semana depois, no número dez em 13 de março de 1993. Permaneceu na tabela por um total de sete semanas. A música também entrou no top 10 da Islândia e no top 20 do Canadá, onde alcançou os números 3 e 20, respectivamente. Atingiu o número 20 na Irlanda, passando um total de cinco semanas na tabela de singles do IRMA. Na Austrália, apareceu no top 40, na posição de número 32 na parada de singles da ARIA, na semana de 11 de abril de 1993. Passou um total de sete semanas na tabela. Também alcançou o top 40 no Schweizer Hitparade, no RIANZ da Nova Zelândia e no Dutch Top 40 dos Países Baixos, chegando aos números 25, 35 e 34, respectivamente. Na tabela de singles alemã GfK Entertainment Charts, permaneceu por nove semanas, tendo como pico a posição de número 47. Na tabela de singles francesa SNEP, alcançou o número 44, permanecendo um total de quatro semanas.

### Tabelas semanais
| Tabela musical (1993)               | Melhor posição |
| ----------------------------------- | -------------- |
| Alemanha (GfK Entertainment Charts) | 47             |
| Austrália (ARIA Charts)             | 32             |
| Bélgica (Ultratop 50 de Flandres)   | 40             |
| Canadá (RPM Single Chart)           | 20             |
| Estados Unidos (Billboard Hot 100)  | 36             |
| Estados Unidos (Mainstream Top 40)  | 26             |
| Europa (European Hot 100 Singles)   | 26             |
| França (SNEP)                       | 44             |
| Irlanda (IRMA)                      | 20             |
| Islândia (Íslenski Listinn Topp 40) | 3              |
| Itália (Music & Media)              | 3              |
| Nova Zelândia (Recorded Music NZ)   | 35             |
| Países Baixos (Dutch Top 40)        | 2              |
| Países Baixos (Single Top 100)      | 34             |
| Reino Unido (UK Singles Chart)      | 10             |
| Suíça (Schweizer Hitparade)         | 25             |